# Święto Smoczych Łodzi
Święto Smoczych Łodzi (chin. trad. 端午節, chin. upr. 端午节, pinyin Duānwǔjié) – najważniejsze obok Nowego Roku i Święta Środka Jesieni święto w tradycyjnym kalendarzu chińskim. Obchodzone jest piątego dnia piątego miesiąca. 

## Legenda
W dniu festiwalu czci się różnych bohaterów, w zależności od regionu. W prowincjach Hubei i Hunan opiewa się poetę Qu Yuana, w południowych Chinach – starca Wu Zixu, który według legendy poniósł śmierć w walce ze smokiem w prowincji Guizhou, zaś Yan Hongwo jest bohaterem ludu Dai, zamieszkującego prowincję Junnan. 
Legenda wiąże początki święta z poetą Qu Yuanem, który w 278 p.n.e. miał się rzucić w nurt rzeki Miluo na znak protestu przeciwko korupcji i niesprawiedliwości władzy. Ludzie łodziami pospieszyli mu na pomoc, ale nie udało im się go znaleźć. Zaczęli zatem wrzucać do wody kulki ryżowe, by ryby nie zjadły jego ciała.
Podczas Święta Smoczych Łodzi nad drzwiami wiesza się papierowe amulety i rzuca petardy, aby odpędzić złe duchy. Tradycyjną potrawą spożywaną i składaną w ofierze na domowym ołtarzyku w tym dniu są nadziewane kulki z ryżu owinięte w liście bambusa, nazywane zòngzi. Są one wrzucane także do wody jako pożywienie dla duszy Qu Yuana.
Kulminacyjnym momentem święta są wielkie wyścigi smoczych łodzi. Są one długie i zakończone na dziobie głową smoka. Mieści się w nich od kilkunastu do kilkudziesięciu wioślarzy. Tempo wioślarzom nadaje odgłos bębna, a kierunek siedzący na smoczej głowie nawigator z czerwoną chorągwią. Zwyczaj ten rozpowszechnił się jako sport poza granice Chin i na całym świecie regularnie odbywają się wyścigi smoczych łodzi. Regaty smoczych łodzi organizowane są od 1997 roku także w Polsce.
W 2009 roku obchody Święta Smoczych Łodzi zostały wpisane na listę niematerialnego dziedzictwa UNESCO.

## Galeria

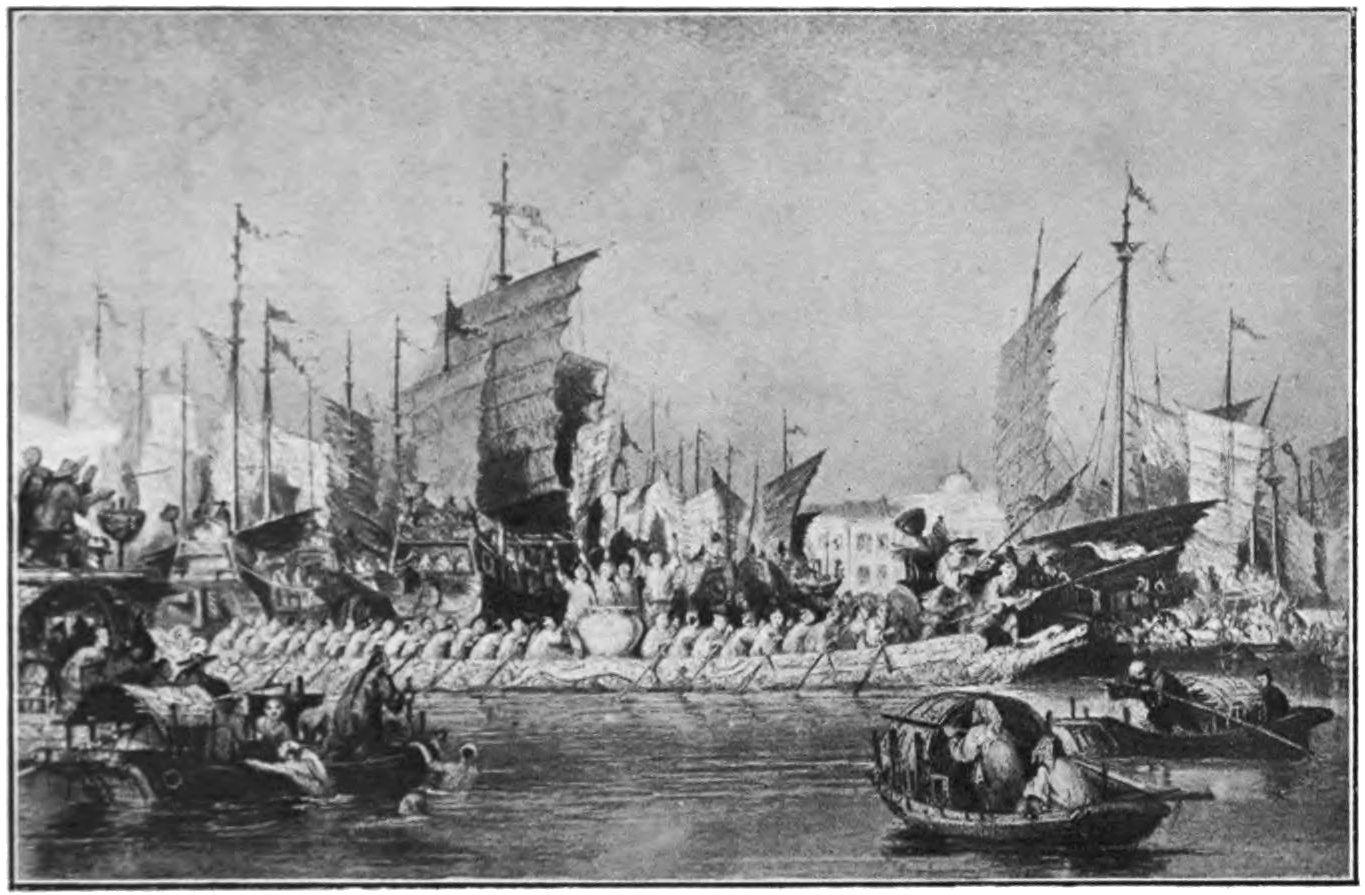
Festiwal w 1908 r.
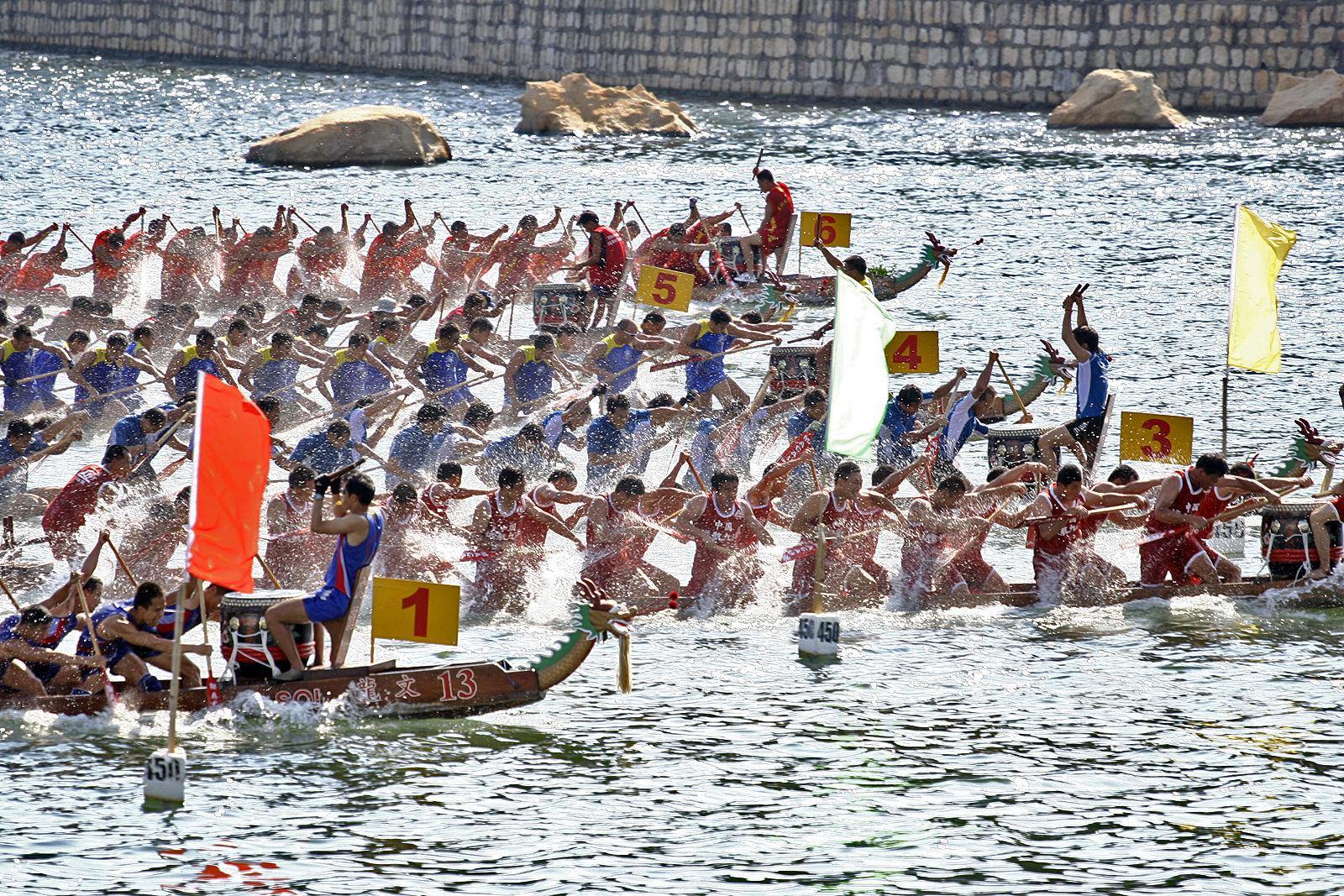
Wyścigi smoczych łodzi, Makau 2005
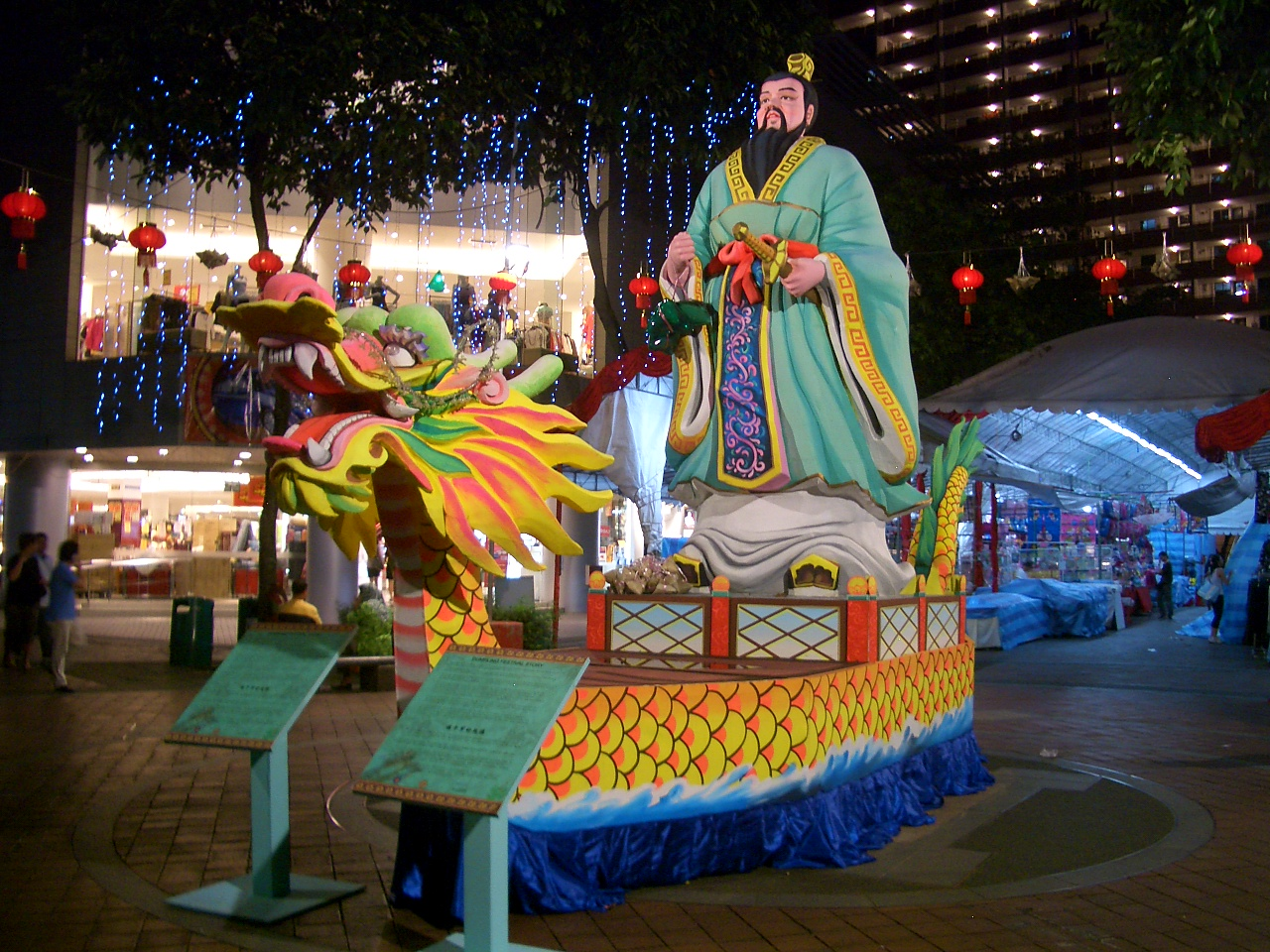
Qu Yuan w smoczej łodzi, Singapur 2009
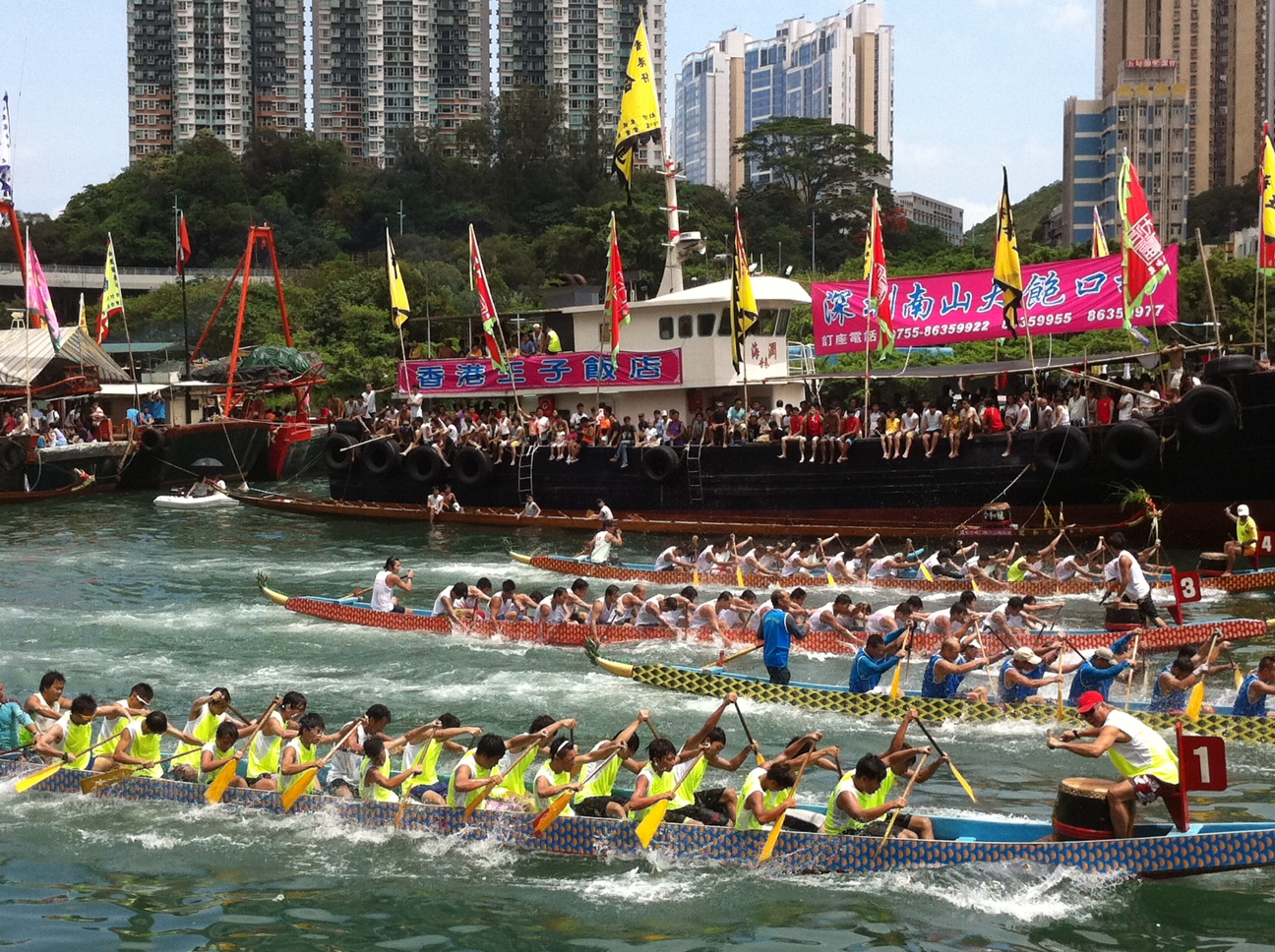
Wyścig łodzi, Hongkong 2011

## Zobacz także
- Cao E(inne języki)